# Uloborus lugubris
Uloborus lugubris är en spindelart som först beskrevs av Tamerlan Thorell 1895. Uloborus lugubris ingår i släktet Uloborus och familjen krusnätsspindlar.
Artens utbredningsområde är Myanmar. Inga underarter finns listade i Catalogue of Life.